# Championnat de Belgique féminin de handball de deuxième division 2014-2015
Navigation
2013-2014 2015-2016
La saison 2014-2015 du Championnat de Belgique féminin de handball de deuxième division est la 35e édition de la deuxième plus haute division féminine belge de handball. La première phase du championnat la phase classique oppose les dix meilleurs clubs de Belgique en une série de dix-huit rencontres puis de six à dix matchs durant les play-offs.

## Participants
| \| Flémalle Bressoux Visé Bruxelles Overpelt Louvain Kortessem Gand Raeren \| Localisation des clubs engagés dans le championnat |
| Flémalle Bressoux Visé Bruxelles Overpelt Louvain Kortessem Gand Raeren                                                          |

| Club                    | Ville    | Province                     | Salle                         |
| ----------------------- | -------- | ---------------------------- | ----------------------------- |
| Brussels H.C.           | Evere    | Région de Bruxelles-Capitale | Salle François Guillaume      |
| HV Uilenspiegel Wilrijk | Anvers   | Anvers                       | Sporthal De Bist              |
| DHC Overpelt            | Overpelt | Limbourg                     | - Gemeentelijke Sporthal      |
| HC Leuven               | Louvain  | Brabant wallon               | Sportschuur Wilsele           |
| ROC Flémalle            | Flémalle | Liège                        | Salle Omnisports Andrée Cools |
| HC Bressoux             | Liège    | Liège                        | Hall Omnisports de Bressoux   |
| HC Pentagoon Kortessem  | Anvers   | Anvers                       | Sted. Sporthall Borgloon      |
| Apolloon Courtrai       | Courtrai | Anvers                       | Sted. Sporthall Borgloon      |
| HC DB Gand              | Gand     | Flandre-Orientale            | Sporthal Hekers               |

## Organisation du championnat
La saison régulière est disputée par 10 équipes jouant chacune l'une contre l'autre à deux reprises selon le principe des phases aller et retour. Une victoire rapporte 2 points, une égalité, 1 point et, donc une défaite 0 point.
Après la saison régulière, les 4 équipes les mieux classées s'engagent dans les play-offs. Ceux-ci constituent en un nouveau championnat où les 4 équipes s'affrontent en phase aller-retour mais lors duquel l'équipe classée première de la saison régulière part avec 4 points, le second, 3, le troisième, 2, le quatrième, 1.
Ces quatre équipes s'affrontent dans le but de pouvoir terminer premier et donc de monter en première division national.
Pour ce qui est des 6 dernières équipes de la phase régulière, elles s'engagent quant à elles dans les play-downs. Il s'agit là aussi d'une compétition normale en phase aller-retour mais pour laquelle le premier de ces play-downs commence avec 6 points, le second, 5, le troisième, 4, le quatrième, 3, le cinquième, 2 et le sixième avec 1 points.
Ces quatre équipes s'affrontent dans le but de ne pas pouvoir finir aux trois dernières places dans ce cas les dernières équipes seront reléguées en fonction de leur fédération, si par exemple une de ces équipes est affiliée à la Ligue Francophone de Handball, elle sera reléguée en D1 LFH mais si un des clubs est affilié à l'Vlaamse Handbal Vereniging (Fr:Association Flamande de Handball), alors elle sera reléguée en Superliga, sur ces trois équipes, une laissera sa place au vainqueur de la D1 LFH tandis qu'une autre laissera sa place au vainqueur de la Liga la dernière de ces trois équipes laissera quant à elle sa place au vainqueur du test match entre le deuxième de la D1 LFH et le deuxième de Liga.

## Compétition

### Saison régulière
|    | Équipe                 | Pts | J  | G  | N | P  | Bp  | Bc  | Diff |
| -- | ---------------------- | --- | -- | -- | - | -- | --- | --- | ---- |
| 1  | HC Eynatten-Raeren T   | 31  | 18 | 15 | 1 | 2  | 505 | 371 | 134  |
| 2  | HC DB Gand             | 25  | 18 | 12 | 1 | 5  | 513 | 432 | 81   |
| 3  | HC Atomix              | 25  | 18 | 11 | 3 | 4  | 389 | 355 | 34   |
| 4  | Brussels Handball Club | 24  | 18 | 11 | 2 | 5  | 430 | 376 | 54   |
| 5  | Liège Handball Club    | 21  | 18 | 10 | 1 | 7  | 429 | 403 | 26   |
| 6  | DHC Overpelt           | 19  | 18 | 8  | 3 | 7  | 409 | 374 | 35   |
| 7  | HC Pentagoon Kortessem | 16  | 18 | 7  | 2 | 9  | 427 | 411 | 16   |
| 8  | KTSV Eupen 1889 P      | 11  | 18 | 5  | 1 | 12 | 409 | 462 | -53  |
| 9  | HC Welta Mechelen P    | 6   | 18 | 3  | 0 | 15 | 305 | 406 | -101 |
| 10 | Jeunesse Jemeppe P     | 2   | 18 | 1  | 0 | 17 | 290 | 516 | -226 |

|   | Champion de Belgique de D2 et participe aux playdowns de D1 |
|   | Qualification en playoffs                                   |
|   | Playdowns                                                   |
| T | Tenant du titre 2014                                        |
| P | Promu 2014                                                  |
| R | Relégué de D1 2014                                          |

### Play-offs
|   | Équipe                 | Pts | J | G | N | P | Bp | Bc | Diff |
| - | ---------------------- | --- | - | - | - | - | -- | -- | ---- |
| 1 | HC Atomix              | 7   | 4 | 2 | 1 | 1 | 87 | 82 | 5    |
| 2 | HC DB Gand             | 7   | 4 | 2 | 0 | 2 | 94 | 91 | 3    |
| 3 | Brussels Handball Club | 4   | 4 | 1 | 1 | 2 | 84 | 92 | -8   |

| T | Tenant du titre 2014 |
| P | Promu 2014           |
| R | Relégué de D1 2014   |

### Play-downs

#### Poule A
|   | Équipe              | Pts | J | G | N | P | Bp  | Bc  | Diff |
| - | ------------------- | --- | - | - | - | - | --- | --- | ---- |
| 1 | DHC Overpelt        | 9   | 4 | 3 | 0 | 1 | 109 | 78  | 31   |
| 2 | KTSV Eupen 1889 P   | 8   | 4 | 3 | 0 | 1 | 97  | 97  | 0    |
| 3 | HC Welta Mechelen P | 1   | 4 | 0 | 0 | 4 | 70  | 101 | -31  |

|   | Match pour la 5e place              |
|   | Match pour la 7e place              |
|   | Match pour la 9e place / relégation |
| T | Tenant du titre 2014                |
| P | Promu 2014                          |
| R | Relégué de D1 2014                  |

#### Poule B
|   | Équipe                 | Pts | J | G | N | P | Bp   | Bc  | Diff |
| - | ---------------------- | --- | - | - | - | - | ---- | --- | ---- |
| 1 | Liège Handball Club    | 11  | 4 | 4 | 0 | 0 | 1116 | 70  | 1046 |
| 2 | HC Pentagoon Kortessem | 6   | 4 | 2 | 0 | 2 | 102  | 96  | 6    |
| 3 | Jeunesse Jemeppe P     | 1   | 4 | 0 | 0 | 4 | 66   | 118 | -52  |

|   | Match pour la 5e place              |
|   | Match pour la 7e place              |
|   | Match pour la 9e place / relégation |
| T | Tenant du titre 2014                |
| P | Promu 2014                          |
| R | Relégué de D1 2014                  |

#### Match pour la neuvième place
| Date                | Club recevant       | Score   | Club visiteur       |
| ------------------- | ------------------- | ------- | ------------------- |
| 16 mai 2015 à 15h00 | Jeunesse Jemeppe P  | 16 – 18 | HC Welta Mechelen P |
| 23 mai 2015 à 19h45 | HC Welta Mechelen P | 15 – 19 | Jeunesse Jemeppe P  |

Le score cumulé des 2 rencontres est 35 à 33 en faveur du Jeunesse Jemeppe qui sauve ainsi sa place en Division 2. Le HC Welta Mechelen est relégué.

#### Match pour la septième place
| Date                | Club recevant          | Score   | Club visiteur     |
| ------------------- | ---------------------- | ------- | ----------------- |
| 16 mai 2015 à 15h00 | HC Pentagoon Kortessem | 24 – 26 | KTSV Eupen 1889 P |

#### Match pour la cinquième place
| Date                | Club recevant       | Score   | Club visiteur |
| ------------------- | ------------------- | ------- | ------------- |
| 17 mai 2015 à 15h00 | Liège Handball Club | 30 – 19 | DHC Overpelt  |

## Classement final
| Rang | Équipe                 | SR  |
| ---- | ---------------------- | --- |
| 1er  | HC Eynatten-Raeren T   | 1er |
| 2e   | HC Atomix              | 3e  |
| 3e   | HC DB Gand             | 2e  |
| 4e   | Brussels Handball Club | 4e  |
| 5e   | Liège Handball Club    | 5e  |
| 6e   | DHC Overpelt           | 6e  |
| 7e   | KTSV Eupen 1889 P      | 8e  |
| 8e   | HC Pentagoon Kortessem | 7e  |
| 9e   | Jeunesse Jemeppe P     | 10e |
| 10e  | HC Welta Mechelen P    | 9e  |